# Duke Nukem: Zero Hour
Duke Nukem : Zero Hour est un jeu de tir à la troisième personne de la série Duke Nukem, développé par Eurocom pour la Nintendo 64. Le jeu utilise une cartouche de 32 mégaoctets et peut également utiliser l'Expansion Pak pour afficher des graphismes plus fins. Le mode multijoueur propose un écran divisé en 4, et une vue à la première personne.
L'histoire du jeu fait appel au voyage dans le temps lorsque des aliens essayent de modifier le cours de l'histoire afin d'éliminer les ancêtres de Duke Nukem. Chaque période possède ainsi ses propres lieux, armes, objets et habits.
Du vieux Londres plongé dans le smog au New York Post-apocalyptique en passant par la rencontre de Jack l'Éventreur, l'univers du jeu est plutôt sombre.

## Histoire

### Temps présent
Duke Nukem est appelé par le gouvernement : Les aliens tentent une nouvelle fois d'envahir la terre. Duke Nukem met fin à cette invasion en les combattant avec l'aide de marines dans les rues de New York et sur le site de la statue de la Liberté. C'est ici que Duke Nukem découvre le véritable plan des aliens : aller dans le passé pour changer l'histoire de la terre afin de la rendre plus vulnérable dans le présent. Cependant, durant le combat, Duke Nukem se retrouve téléporté dans le futur.

### Post-apocalyptique
Dans le futur décrit par cette période, les humains sont au bord de l'extinction : les aliens ont gagné. Duke Nukem doit combattre de nouveaux type d'ennemis, aliens ou encore zombies, qui ne sont autres que les humains n'ayant pas survécu à l'hiver nucléaire. Duke Nukem rencontre une résistance de combattants ayant pris leurs quartiers dans ce qui était le siège de l'armée des États-Unis, à New York. Duke Nukem apprend que les aliens sont bien en train de modifier le cours de l'histoire à leur avantage, et qu'il devra se battre pour les en empêcher. Pour cela, il apprend également que les humains ont construit leur propre modèle de machine à voyager dans le temps, afin d'envoyer un guerrier dans le passé, et ainsi redresser le cours de l'histoire. Voila comment Duke Nukem se retrouve envoyé dans le Far West.

### Far West
Le but des aliens à cette époque est de priver la Terre de ses ressources.
Duke Nukem doit s'adapter aux armes de l'époque, même si quelques armes modernes ont pu être envoyées par ses alliés. Les aliens ont commencé la création de super soldats afin de combattre Duke Nukem et ses alliés du futur. Il détruisit un vaisseau contenant des supers soldats avant de se rendre à Roswell, sa destination. C'est dans ce lieu qu'il met fin au projet des aliens, et élimine le Général Custer, un humain chargé des opérations. Duke Nukem apprend alors que le passé des États-Unis n'est pas le seul à avoir été modifié, et que Londres Victorienne l'est aussi.

### LondresVictorien
Durant cette période (Londres en 1888), des armes biologiques ont été créées par les aliens. Les zombies jonchent les rues, et des "cerveaux" volent dans les airs. Duke Nukem doit combattre un clone[précision nécessaire]  dans un château investi par les aliens, à la suite de l'explosion du ballon dirigeable dans lequel il était monté. C'est aussi dans ce château que Duke Nukem doit combattre l'alien chargé de toute l'opération : un cerveau géant. Après l'élimination de la menace, 
une faille dans le continuum espace-temps apparait, et tous les aliens se donnent rendez-vous dans le temps présent à New York afin de tenter une frappe désespérée pour détruire l'Humanité

### Retour au temps présent
Duke Nukem s'infiltre dans le vaisseau Extraterrestre, combat des vagues d'aliens afin d'affronter le commanditaire du plan : Zero. Duke Nukem utilise les technologies aliens contre eux-mêmes afin d'éradiquer toute menace, dont Zero, qu'il combat au sommet des gratte-ciel.
Tout revient alors dans l'ordre, et Duke Nukem peut alors profiter de sa "récompense".

## Époques
Chaque période possède ses propres armes, et son propre univers. Par exemple, il y a des fusils automatiques et des pistolets dans le temps présent alors qu'il y a des colts et des winchesters dans le Far West

## Système de jeu
Duke Nukem : Zero Hour est un jeu de tir à la troisième personne, contrairement à Duke Nukem 64 qui était un jeu de tir à la première personne. Cependant, une option cachée permet également de passer en vue subjective.